# Le Casse de Brice

Le Casse de Brice est une reprise musicale de la chanson originale de George Benson Give Me the Night sortie en 1980, qui est reprise par Jean Dujardin pour le film Brice de Nice de James Huth en 2005. Elle est reprise dans Brice 3 de James Huth en 2016.
La chanson sort le 25 mars 2005, et devient disque d'or qui s'est vendu à 250 000 exemplaires.

## Classement
| Chart (2005)                     | Classement position |
| -------------------------------- | ------------------- |
| Belgian (Wallonia) Singles Chart | 4                   |
| Eurochart Hot 100 Singles        | 7                   |
| French SNEP Singles Chart        | 2                   |
| Swiss Singles Chart              | 13                  |

## Années et Charts
| Chart (2005)                     | Position |
| -------------------------------- | -------- |
| Belgian (Wallonia) Singles Chart | 14       |
| French Singles Chart             | 18       |
| Swiss Singles Chart              | 56       |

## Certifications
| Pays   | Certification | Date         | Ventes  | Ventes physique |
| ------ | ------------- | ------------ | ------- | --------------- |
| France | Or            | 22 juin 2005 | 250,000 | 232,213         |